# Hartmut Krausser
Hartmut Krausser (* 8. Januar 1950 in Erfurt) ist ein ehemaliger deutscher Diplomat, der zuletzt von 2011 bis 2015 Botschafter in Guinea war.

## Leben
Nach dem Abitur war Krausser von 1969 bis 1971 Soldat auf Zeit bei der Bundeswehr und wurde zuletzt zum Oberleutnant der Reserve befördert. Im Anschluss studierte er Rechtswissenschaften an der Justus-Liebig-Universität Gießen und legte 1976 sein Erstes Staatsexamen ab. Nach dem anschließenden Rechtsreferendariat und dem Zweiten Staatsexamen war er von 1978 bis 1980 als Rechtsanwalt tätig und am Landgericht Frankfurt am Main zugelassen.
1980 trat er in den auswärtigen Dienst ein und fand nach Abschluss der Laufbahnprüfung 1982 zuerst Verwendung im Auswärtigen Amt sowie von 1985 bis 1987 in der Ständigen Vertretung bei der NATO. Danach war er Ständiger Vertreter des Botschafters in Ghana, ehe er zwischen 1989 und 1992 wieder Mitarbeiter in der Zentrale des Auswärtigen Amtes war. Zwischen 1992 und 1996 war er als Generalkonsul Leiter des Generalkonsulats in Porto sowie daraufhin wieder im Auswärtigen Amt tätig.
Zwischen 2000 und 2003 war Krausser als Botschaftsrat Leiter der Presseabteilung der Botschaft in Frankreich und nach einer darauf folgenden erneuten Verwendung im Auswärtigen Amt von 2007 bis 2011 Ständiger Vertreter des Botschafters in Österreich.
Bis August 2015 war Hartmut Krausser Botschafter in Guinea und dort Nachfolger von Karl Prinz, der wiederum neuer Botschafter in der Elfenbeinküste wurde. Am 9. September 2011 hatte er sein Beglaubigungsschreiben an Alpha Condé, den Präsidenten Guineas, übergeben. 2015 wurde er in den Ruhestand versetzt und als Botschafter in Guinea im September 2015 durch Matthias Veltin abgelöst.
Von 2016 bis 2017 war Krausser als Berater für den Afrika-Verein der deutschen Wirtschaft tätig. Zudem amtierte er kurzzeitig als Geschäftsträger in Kinshasa (März 2016) und Addis Abeba (Juli 2017). Er gehört zu den Programmdirektoren der Internationalen Diplomatenausbildung der Akademie Auswärtiger Dienst in Berlin.
Krausser ist verheiratet und hat zwei Kinder.